# Буды (Ичнянский район)
Бу́ды (укр. Буди) — село,
Будянский сельский совет,
Ичнянский район,
Черниговская область,
Украина.
Код КОАТУУ — 7421781601. Население по переписи 2001 года составляло 223 человека .
Является административным центром Будянского сельского совета, в который, кроме того, входят сёла 
Грабов,
Лучковка,
Пелюховка и
Червоное.

## Географическое положение
Село Буды находится на берегах реки Черемошка, которая через 5 км впадает в реку Удай,
выше по течению на расстоянии в 3 км расположено село Дзюбовка,
ниже по течению на расстоянии в 1,5 км расположено село Пелюховка.

## История
- 1600 год — дата основания.

## Объекты социальной сферы
- Школа.
- Клуб.
- Медпункт.

## Достопримечательности
- Братская могила советских воинов.